# John Debney
John Cardon Debney (ur. 18 sierpnia 1956 w Glendale w Kalifornii, USA) – amerykański kompozytor muzyki filmowej, nominowany do Nagrody Akademii Filmowej za swoją pracę przy filmie Mela Gibsona Pasja (The Passion of the Christ, 2004).

## Kariera
Swoją karierę muzyczną rozpoczynał jako asystent innych, bardziej znanych kompozytorów i przez to dostawał kolejne zlecenia. W latach dziewięćdziesiątych tworzył dla telewizji, komponując muzykę między innymi do kultowego serialu SeaQuest. Hollywoodzką karierę rozpoczął w 1997 roku jako twórca muzyki do przebojowych filmwów Kłamca, kłamca (Liar, Liar) i Koszmar minionego lata (I Know What You Did Last Summer).

## Filmografia
- Księga dżungli (Jungle Book, 2016)
- Mumia: Grobowiec cesarza smoka (The Mummy: Tomb of the Dragon Emperor, 2008)
- Dziewczyna mojego kumpla (My Best Friend's Girl, 2008)
- Mów mi Dave (Meet Dave, 2008)
- Evan Wszechmogący (Evan Almighty, 2007)
- Twarda sztuka (Georgia Rule, 2007)
- Krowy na wypasie (Barnyard: The Original Party Animals, 2006)
- Po rozum do mrówek (The Ant Bully, 2006)
- Zathura – Kosmiczna przygoda (Zathura: A Space Adventure, 2005)
- Kurczak Mały (Chicken Little, 2005)
- Sin City: Miasto grzechu (Sin City, 2005)
- Pacyfikator (The Pacifier, 2005)
- Pasja (The Passion of the Christ, 2004)
- Święta Last Minute (Christmas with the Kranks, 2004)
- Pamiętnik księżniczki 2: Królewskie zaręczyny (The Princess Diaries 2: Royal Engagement, 2004)
- Mama na obcasach (Raising Helen, 2004)
- Jak ugryźć 10 milionów 2 (The Whole Ten Yards, 2004)
- Nawiedzony dwór (The Haunted Mansion, 2003)
- Bruce Wszechmogący (Bruce Almighty, 2003)
- Gorąca laska (The Hot Chick, 2002)
- Śnieżne psy (Snow Dogs, 2002)
- Jimmy Neutron: Mały geniusz (Jimmy Neutron: Boy Genius, 2001)
- Pamiętnik księżniczki (The Princess Diares, 2001)
- Wielki podryw (Heartbreakers, 2001)
- Mali agenci (Spy Kids, 2001)
- Nowe szaty króla (The Emperor's New Groove, 2000)
- Sezon rezerwowych (The Replacements, 2000)
- Michael Jordan to the Max (2000)
- End of Days (1999)
- Inspektor Gadżet  (Inspector Gadget, 1999)
- Przygody Elma w krainie zrzęd (The Adventures of Elmo in Grouchland, 1999)
- Dick (1999)
- My Favorite Martian (1999)
- Lost & Found (1999)
- Paulie (1998)
- I'll Be Home for Christmas (1998)
- Koszmar minionego lata (I Know What You Did Last Summer, 1997)
- Kłamca, kłamca (Liar, Liar, 1997)
- The Relic (1997)
- Carpool (1996)
- Doctor Who (1996)
- Wyspa piratów (Cutthroat Island, 1995)
- Nagła śmierć (Sudden Death, 1995)
- Gość w dom (Houseguest, 1995)
- Little Giants (1994)
- White Fang 2: Myth of the White Wolf (1994)
- Hokus pokus (Hocus Pocus, 1993)
- The Halloween Tree (1993)
- Jetsonowie: Na orbitującej asteroidzie (Jetsons: The Movie, 1990)
- Dink, mały dinozaur (Dink, the Little Dinosaur, 1989–1991)